# Гриней
Гриней — эпитет Аполлона, почитавшегося в Гринийской роще близ города в Эолии. В городке, расположенном между Мириной и Элеей, по Страбону, находился оракул и роскошный храм из белого мрамора. В роще росли как плодовые деревья, так и не приносившие плода, среди приношений Павсаний отмечает льняные панцири.
Гринийскую рощу упоминает Вергилий в «Буколиках», а оракул Аполлона Гринийского — в «Энеиде». Именно там произошло состязание Калханта с Мопсом, описание которого поэтом Евфорионом Корнелий Галл перевёл на латынь.

## Мифы
Существовало несколько мифов, объяснявших происхождение эпитета:
1. Грина — амазонка, основавшая город в Эолиде. Она бросилась в море, спасаясь от влюблённого в неё Аполлона[7].
2. Грино — дочь[a] Аполлона[9].
3. Грин — царь Мисии, сын Еврипила, внук Телефа и Астиохи. Когда после смерти отца его притесняли соседи, он обратился за помощью к Пергаму, сыну Неоптолема и Андромахи, переселившемуся в Малую Азию, и основал в память победы города Пергам и Гринион (последний с оракулом Аполлона)[10].

## Комментарии
1. ↑  Лосев[8] со ссылкой на Сервия говорит о сыне; но «Лексикон Рошера» упоминает только вариант с дочерью; в издании Сервия 1826 года (т. 2, с. 139) говорится: «a Gryno filia».